# علی‌اکبر اسدی
علی‌اکبر اسدی(( میرصدرایی= اسدی بوش رویه)) (۱۲۸۳ – ۱۳۵۱) از مدیران و قانونگذاران دوره پهلوی بود که به سبب زندانی شدنش در ارتباط با واقعه مسجد گوهرشاد مشهد شهرت یافت. 
پدرش محمدولی خان هنگام تولد او مصباح دیوان لقب داشت و منشی و محرر محمدابراهیم خان شوکت‌الملک حاکم سیستان و قائنات بود. پس از چندی مستوفی و نایب‌الحکومه قائنات شد و از احمد شاه قاجار لقب مصباح‌السلطنه گرفت. سپس به عنوان نماینده سیستان به مجلس شورای ملی رفت. 
علی‌اکبر در تهران تحصیل کرد و سپس برای ادامه تحصیل به آمریکا رفت.  هنگامی که به ایران بازگشت پدرش نایب‌التولیه آستان قدس رضوی بود و رابطه صمیمانه‌ای با رضاشاه داشت و برادر بزرگترش سلمان به جای پدر بر کرسی سیستان در مجلس شورای ملی نشسته بود. علی‌اکبر اسدی با دختر محمدعلی فروغی نخست وزیر ازدواج کرد. 
در دی ۱۳۱۳ سلمان اسدی سه ماه پیش از پایان دوره نمایندگی‌اش به مدیریت بانک فلاحت منصوب شد و علی‌اکبر به جای او در دوره بعد (دوره دهم) نماینده سیستان شد. چند ماهی از نمایندگی او نگذشته بود که واقعه مسجد گوهرشاد در تیر ۱۳۱۴ پیش آمد و تقصیر به گردن پدرش محمدولی اسدی انداخته شد. وساطت پدر همسرش محمدعلی فروغی خشم رضاشاه را بیشتر برانگیخت و نه تنها شفاعت فروغی را نپذیرفت بلکه او را هم با پرخاش و تندی از نخست‌وزیری کنار گذاشت، تمام مشاغل او را گرفت و تحت نظر نظمیه در منزلش زندانی کرد. محمدولی اسدی از نیابت تولیت عزل و در سوم آذر ۱۳۱۴ بازداشت و محاکمه و در ۲۹ آذر در مشهد تیرباران شد. علی‌اکبر اسدی هم مجبور شد استعفانامه‌ای به مجلس بفرستد و اعلام کند «بر اثر کسالت و لزوم معالجه» از نمایندگی استعفا می‌دهد.  بدین ترتیب مصونیت او به عنوان نماینده مجلس از میان رفت و همراه برادرش سلمان زندانی شد. دارایی‌شان در تهران و بیرجند و مشهد نیز به یغما رفت. 
علی‌اکبر اسدی چند سال در زندان بود تا اینکه او را به بیرجند تبعید کردند و در شرایط بسیار نامساعدی تحت نظر قرار دادند. پس از شهریور ۱۳۲۰ و سقوط رضاشاه آزاد شد. محمدعلی فروغی بار دیگر به نخست‌وزیری رسید و قرار شد از سلمان و علی‌اکبر اسدی دلجویی شود. علی‌اکبر به شغل پدر خویش تمایل داشت و می‌خواست نایب‌التولیه آستان قدس رضوی شود اما علی منصور که به استانداری خراسان منصوب شده بود، می‌خواست هم استاندار باشد و هم نایب‌التولیه. در دفتر فروغی چند جلسه مذاکره به عمل آمد و سرانجام تصمیم گرفته شد که هر دو سمت را به منصور بدهند و علی‌اکبر اسدی در هر دو سمت معاون باشد. پس از توافق، فرمان شاه برای منصور صادر شد و او به خراسان رفت ولی برای اسدی حکمی صادر نشد. فروغی اهل منازعه و کشمکش نبود و اوضاع روز هم اقتضای چنین زد و خوردی را نداشت.  پس از چند ماه معطلی ابلاغ فرمانداری بیرجند برای علی‌اکبر اسدی صادر شد. 
اسدی چند سالی در شهرهای خراسان فرماندار بود تا فرماندار مشهد شد. مدتی هم فرماندار کل یزد بود (یزد در آن زمان هنوز استان نشده و فرمانداری کل بود) تا اینکه به سازمان برنامه منتقل شد. در دوران نخست وزیری دکتر مصدق حکم فرمانداری کل سیستان و بلوچستان برای اسدی صادر شد، ولی چون اسدی پنهانی با شاه ملاقات می‌کرد و از او دستورهایی می‌گرفت، مصدق برکنارش کرد. 
علی‌اکبر اسدی در آخر عمر بیماری فراموشی و صرع داشت و از خانه خارج نمی‌شد. از او با عنوان مردی ساده‌دل، عصبانی، زودرنج، کینه‌توز و در عین حال شریف یاد می‌شود که با امیر اسدالله علم کینه دیرینه داشت و هیچگاه از انتقاد و خرده‌گیری از او خودداری نمی‌کرد. 